# Igły Olkuskie
Igły Olkuskie – grupa skał na Wyżynie Olkuskiej będącej częścią Wyżyny Krakowsko-Częstochowskiej. Znajdują się w lesie między polami wsi Podlesie w województwie małopolskim, w powiecie olkuskim, w gminie Olkusz, a drogą nr 783. Przy drodze tej, naprzeciwko rezerwatu przyrody Pazurek znajduje się parking, od którego na południe, w kierunku Podlesia prowadzi szutrowa droga leśna. Po jej prawej (zachodniej) stronie (licząc od parkingu) znajdują się 3 skały. Kolejno są to Pazurek Pierwszy, Igły Olkuskie i Pazurek Drugi. Wszystkie znajdują się w lesie i z leśnej drogi są niewidoczne.
Igły Olkuskie to zbudowany z twardych wapieni skalistych szereg skał o kształcie turni i iglic. Mają pionowe lub połogie ściany o wysokości od 16 do 20 m. Uprawiana jest na nich wspinaczka skalna.

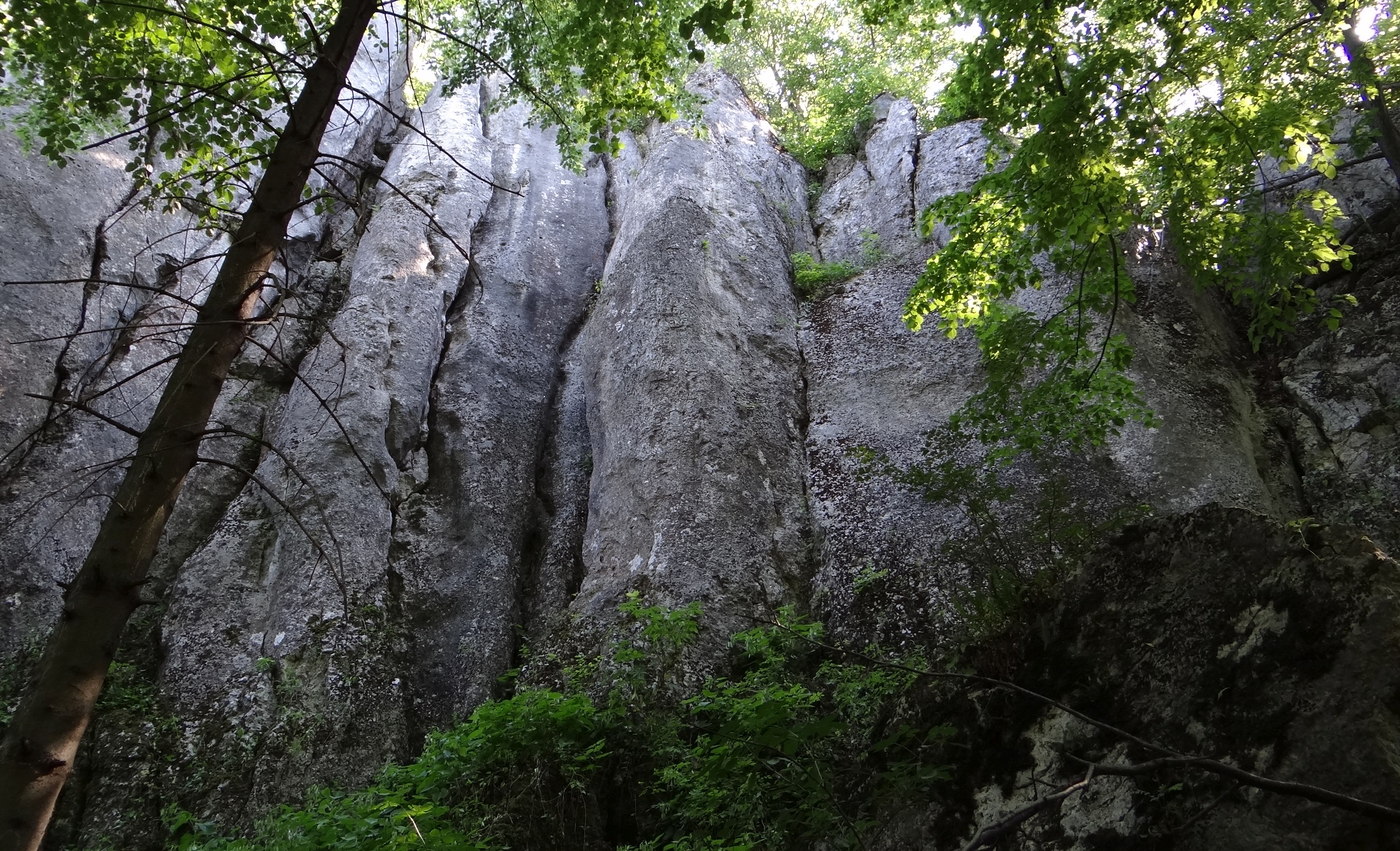
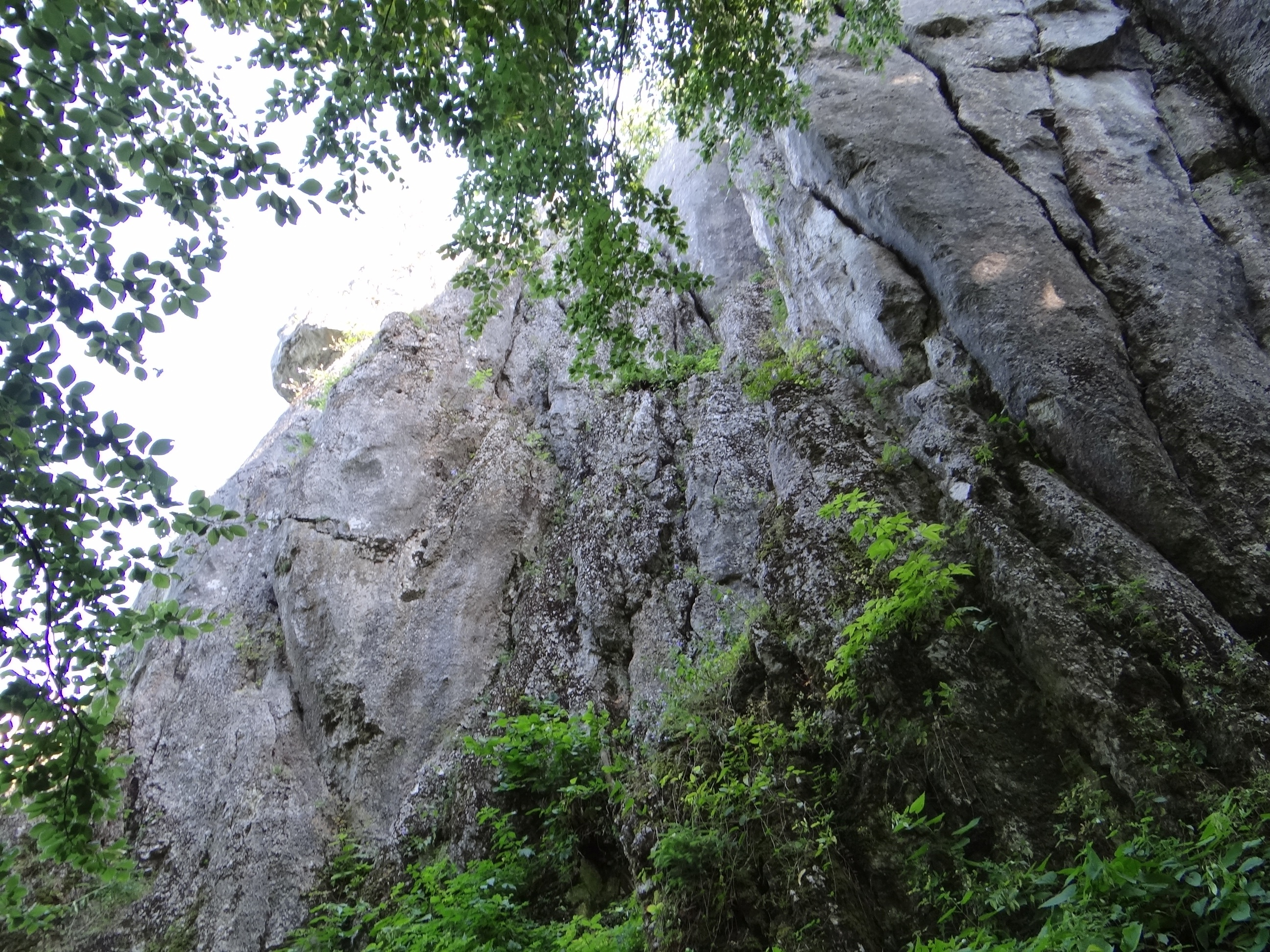
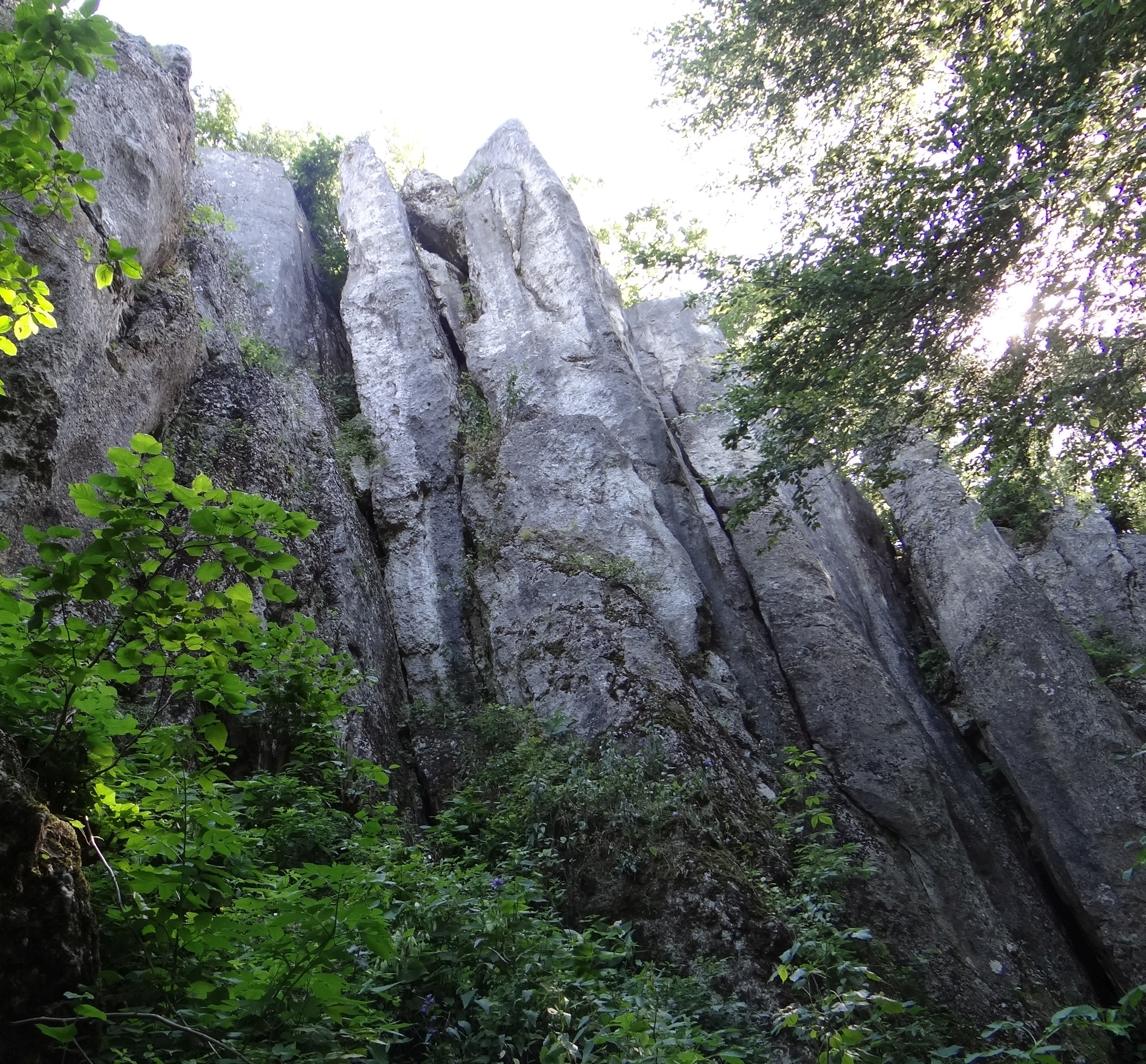
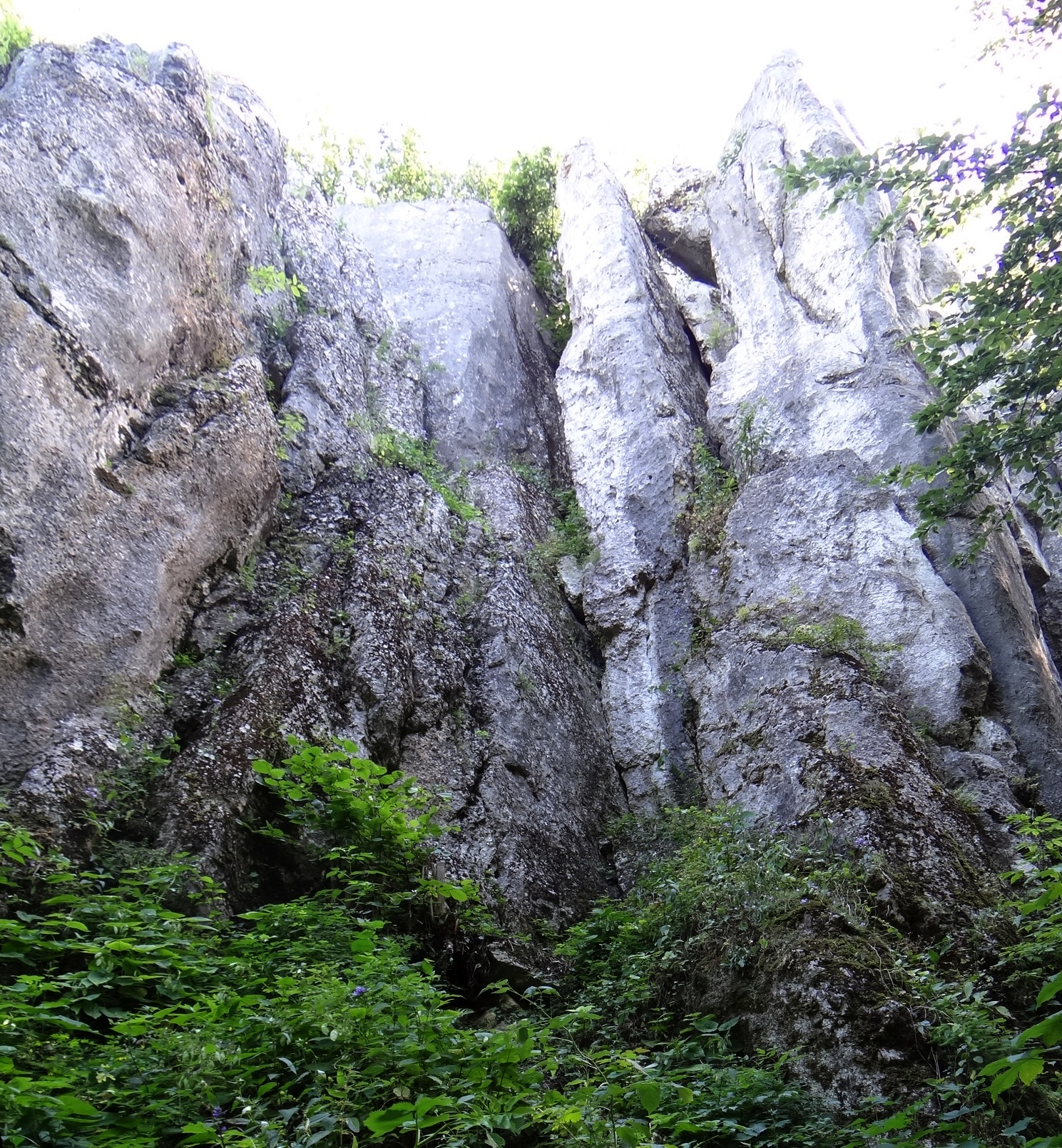
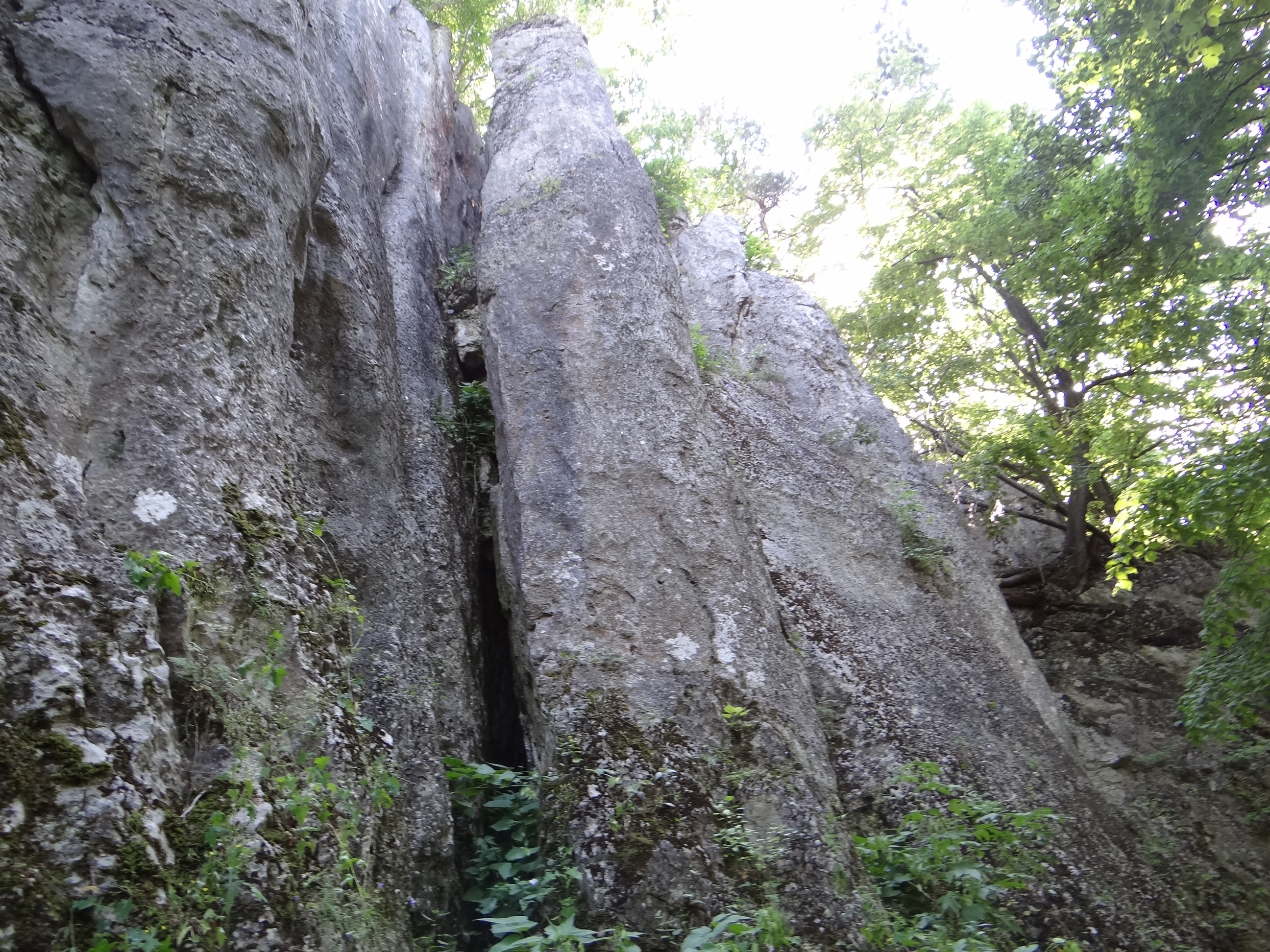
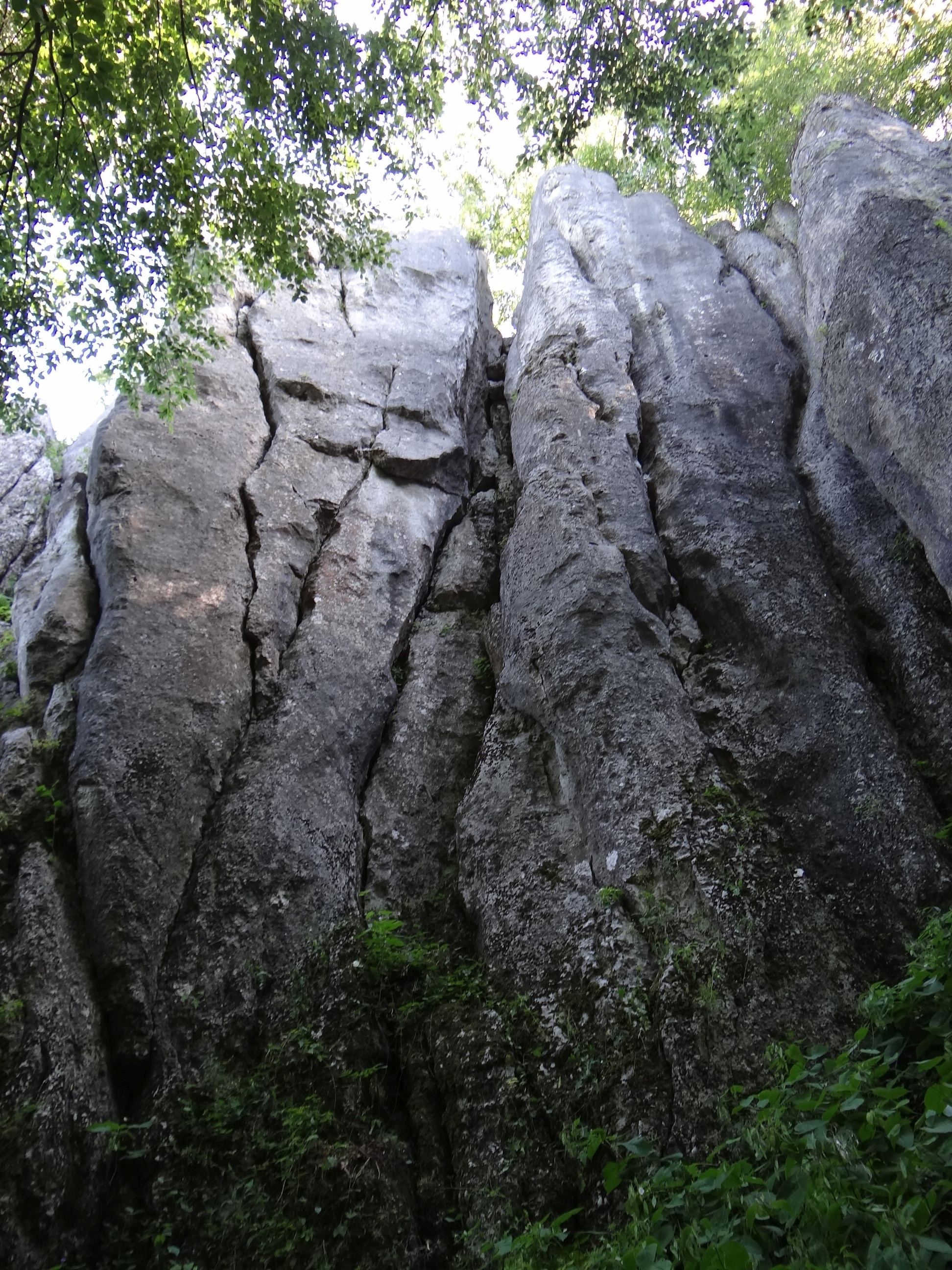

## Drogi wspinaczkowe
Do marca 2021 r. wytyczono na nich 32 drogi wspinaczkowe o trudności od III do VI.5 w skali krakowskiej. Część dróg ma zamontowane stałe punkty asekuracyjne: (ringi) (r), stanowisko zjazdowe (st) lub dwa ringi zjazdowe (drz).

Igły Olkuskie I
1. Rysa warta zachodu; st, V, 16 m
2. Wspinacz z klatą; 7r + drz, VI.1+, 20 m
3. Cielęcina bez kości; 6r + st, VI.2, 20 m
4. Sprawozdanko z łojanckiej imprezki; IV, 20 m
5. Korkociąg; st, VI.2, 20 m
6. Kulawa Lotta; st, VI.4

Igły Olkuskie II
1. To będzie klasyk; IV+, 18 m
2. Widły olkuskie; IV+, 18 m
3. Strefa rokendrola wolna od Angola; 6r + st, VI.1, 18 m
4. Rozpacz skałojeba; IV, 18 m
5. Akupunktura; 6r + st, VI.3+, 18 m

Igły Olkuskie III
1. Tragikomedia; st, VI.1, 20 m
2. Mamba crack; st, VI.3+, 20 m
3. Opuszczone porty; VI.5, 20 m
4. Komin borsuka; III, 20 m
5. Sonia z Ustronia; st, VI.1+, 20 m

Igły Olkuskie IV
1. Rysa do Mandalay; st, VI, 20 m
2. Cieciolina; st, VI.1, 20 m
3. Sonia z Ustronia; st, VI.1+, 20 m
4. Bal Boa; 6r + st, VI.3, 20 m
5. Kominy szczęścia nie dają; IV, 17 m

Igły Olkuskie V
1. Bary Barbary; 4r + st, VI.4+, 17 m
2. Explorers Club; V+, 16 m
3. Ni przypiął ni przyłapał; st, VI.2, 17 m
4. Ryjus pijus; 5r + st, VI.2, 16 m
5. Szanuj zieleń; VI.1, 15 m
6. Turkuć podjadek; 5r + st, VI.3, 16 m
7. Komin przyrodniczy; III, 13 m
8. Piękne okoliczności przyrody; VI.1, 15 m

Naparstek
1. Fujary; 3r + st, VI, 8 m
2. Habemus patent; 4r + st, VI.2+, 9 m
3. Jesteś zwycięzcą; 4r + st, VI.3, 9 m[3].

Od lewej strony do Igieł Olkuskich przylega Naparstek. Na południowej stronie Igieł Olkuskich znajduje się Schronisko w Podlesiu koło Rabsztyna.